# 하동 정금리 차나무
하동 정금리 차나무(河東 井琴里 茶나무)는 대한민국 경상남도 하동군 화개면 정금리에 있는 차나무이다. 2006년 1월 12일 경상남도의 기념물 제264호로 지정되었다.

## 개요
우리나라에 차나무가 전래된 것은 신라 흥덕왕 3년(828년) 당나라에 사신으로 갔던 김대렴공이 귀국 길에 차나무종자를 가지고 온 것을 왕명에 의하여 이곳 지리산(쌍계사) 일원에 심은 것이 시초라고 하며 쌍계사 일원은 우리나라 차나무 시배지로서 이미 경상남도 기념물 제61호로 지정되어 있다.
하동군 정금리 차나무는 정금리 회강이골 해발 약 200m의 산중 턱에 계단식으로 조성된 차원(茶園)의 중상부에 생육하고 있으며 수고는 4.2m, 지표면 부분의 나무둘레는 57cm, 수관폭은 5.6m이며 수령은 100여년으로 추정(주위의 약간 작은 나무를 조사한 바에 의하여 추정한다. 동네 사람들이나 소유자 오시영씨 본인은 수령이 수백년은 족히 되었을 것이라고 하나 믿기 어려움)되는 나무로서 지금까지 알려진 바로는 우리나라에서 가장 굵고 큰 차나무이다.
이 차나무는 오래전부터 대나무와 활엽수의 기존 수림 속에서 생존해 왔다고 전하며 1960년대부터 차를 가꾸고 차밭을 새롭게 조성하는 과정에 기존의 차나무는 대부분 제거되거나 강한 전정으로 고유한 수형을 잃었으나 본 차나무는 수세가 강하고 수형이 좋아 지금까지 보호ㆍ관리되고 있다.

## 참고 문헌
- 하동정금리차나무 - 국가유산청 국가유산포털